# 查尔斯·柯蒂斯 (植物学家)
查尔斯·柯蒂斯（Charles Curtis，1853年—1928年8月23日）为英国植物学家，其曾被维奇苗圃派往马达加斯加、婆罗洲、苏门答腊、爪哇和摩鹿加群岛寻找新物种。之后，其定居于槟城，并成为槟城植物园首席园长。